# (244) Sita
(244) Sita ist ein Asteroid des inneren Hauptgürtels, der am 14. Oktober 1884 vom österreichischen Astronomen Johann Palisa an der Universitätssternwarte Wien entdeckt wurde.
Der Asteroid wurde möglicherweise benannt nach Sita, der Gemahlin Ramas im Sanskrit-Epos Ramayana. Sie ist ein Symbol für den idealen Ehepartner und ewige Treue. Die Benennung erfolgte durch Robert Steiner von Pfungen.

## Wissenschaftliche Auswertung
Aus Ergebnissen der IRAS Minor Planet Survey (IMPS) wurden 1992 Angaben zu Durchmesser und Albedo für zahlreiche Asteroiden abgeleitet, darunter auch (244) Sita, für die damals Werte von 11,0 km bzw. 0,19 erhalten wurden. Mit dem Satelliten Midcourse Space Experiment (MSX) wurden 1996 bis 1997 im Rahmen der Infrared Minor Planet Survey (MIMPS) Daten gewonnen, aus denen für den Asteroiden Werte für den mittleren Durchmesser und die Albedo von 10,6 km bzw. 0,21 bestimmt wurden. Eine Auswertung von Beobachtungen durch das Projekt NEOWISE im nahen Infrarot führte 2011 zu vorläufigen Werten für den Durchmesser und die Albedo im sichtbaren Bereich von 12,2 km bzw. 0,18. Nachdem die Werte nach neuen Messungen mit NEOWISE 2012 auf 11,9 km bzw. 0,26 geändert worden waren, wurden sie 2014 auf 11,1 km bzw. 0,21 korrigiert. Nach der Reaktivierung von NEOWISE im Jahr 2013 und Registrierung neuer Daten wurden die Werte 2016 angegeben mit 12,2 km bzw. 0,24, diese Angaben beinhalten aber hohe Unsicherheiten.
Photometrische Messungen des Asteroiden fanden erstmals statt vom 26. April bis 9. Juni 2008 in einer Zusammenarbeit zwischen dem Via Capote Observatory in Kalifornien und dem Hunters Hill Observatory in Australien. Aus der aufgezeichneten Lichtkurve wurde eine Rotationsperiode von 129,51 h bestimmt. Es handelt sich damit bei (244) Sita um einen sehr langsamen Rotator. Weitere Beobachtungen vom 1. Oktober bis 1. Dezember 2009 am Stone Gate Observatory in Michigan führten zu einen ähnlichen Wert von 129,06 h.
Mit einer Auswertung photometrischer Daten des Lowell-Observatoriums und des Gaia DR2-Katalogs konnte im Jahr 2019 durch die Methode der konvexen Inversion ein Gestaltmodell des Asteroiden für zwei alternative Rotationsachsen mit retrograder Rotation berechnet werden. Die Rotationsperiode wurde zu 129,716 h bestimmt.
Zwischen 2012 und 2018 wurden mit der All-Sky Automated Survey for Supernovae (ASAS-SN) auch photometrische Daten von 20.000 Asteroiden aufgezeichnet. Auf mehr als 5000 davon konnte erfolgreich die Methode der konvexen Inversion angewendet werden, darunter auch (244) Sita, für die in einer Untersuchung von 2021 ein verbessertes dreidimensionales Gestaltmodell für zwei alternative Rotationsachsen mit retrograder Rotation und einer Periode von 129,71 h berechnet wurde.